# John Newcombe
John David «Newk» Newcombe (Sydney, 23 de maig de 1944) és un extennista professional australià.
Va ser un dels tennistes més destacats en les dècades de 1960 i 1970, ja que fou número 1 del rànquing individual i aconseguí un total de 26 títols de Grand Slam (7 individuals, 17 de dobles masculins i 2 de dobles mixts). Va ser un baluard del tennis australià en la conquesta de diverses edicions de la Copa Davis i va formar al costat del seu compatriota Tony Roche una de les més grans parelles de dobles de tots els temps aconseguint guanyar 12 trofeus de Grand Slam en conjunt. Va ser l'última baula de la ventrada de jugadors australians que van sobresortir en el circuit de tennis mundial en els anys 50, 60 i part dels 70. Posteriorment també fou capità de l'equip australià de Copa Davis.
Fou un vuit tennistes originals que va fundar el circuit professional World Championship Tennis (WCT), coneguts com els «Handsome Eight». Com a conseqüència, la International Tennis Federation va prohibir la seva participació al torneig de Torneig de Wimbledon de 1972, i es va unir al boicot realitzat pels jugadors en l'edició següent.

## Biografia
Newcombe ha estat sempre admirat per una gran quantitat de fans pel seu carisma. El seu característic bigoti és ja un emblema i es va arribar a dir que va ser assegurat per 13 milions de dòlars, encara que ell sempre ho ha negat. La seva amistat amb el president dels Estats Units George W. Bush es va tornar famós quan la premsa va citar a Newcombe com el company de copes de Bush quan aquest va ser multat per conduir sota els efectes de l'alcohol.
Després de la seva retirada va seguir lligat al món del tennis, va entrar a l'estructura de l'International Tennis Players Association, creada l'any 1969, i també fou president de l'Association of Tennis Professionals els anys 1977 i 1978.
Fou inclòs en l'International Tennis Hall of Fame l'any 1986, i un any abans en el Sport Australia Hall of Fame, i el 2000 també fou condecorat amb l'Australian Sports Medal. També va ser condecorat com a Oficial de l'Orde de l'Imperi Britànic (OBE) l'any 1978 i Oficial de l'Orde d'Austràlia (OA) el 1989. La federació australiana de tennis va crear el guardó «Newcombe Medal» en el seu honor, per premiar els dos millors tennistes australians i que ell mateix entrega anualment.
Es va casar amb la tennista alemanya Angelika Pfannenburg.

## Torneigs de Grand Slam

### Individual: 10 (7−3)
| Resultat  | Núm. | Any  | Campionat               | Oponent         | Marcador                |
| --------- | ---- | ---- | ----------------------- | --------------- | ----------------------- |
| Finalista | 1.   | 1966 | US Championships        | Fred Stolle     | 6−4, 10−12, 3−6, 4−6    |
| Guanyador | 1.   | 1967 | Wimbledon Championships | Wilhelm Bungert | 6–3, 6–1, 6–1           |
| Guanyador | 2.   | 1967 | US Championships        | Clark Graebner  | 6−4, 6−4, 8−6           |
| Finalista | 2.   | 1969 | Wimbledon               | Rod Laver       | 4–6, 7–5, 4–6, 4–6      |
| Guanyador | 3.   | 1970 | Wimbledon (2)           | Ken Rosewall    | 6–7, 6–3, 6–3, 3–6, 6–1 |
| Guanyador | 4.   | 1971 | Wimbledon (3)           | Stan Smith      | 6–3, 5–7, 2–6, 6–4, 6–4 |
| Guanyador | 5.   | 1973 | Open d'Austràlia        | Onny Parun      | 6−3, 6−7, 7−5, 6−1      |
| Guanyador | 6.   | 1973 | US Open (2)             | Jan Kodeš       | 6−4, 1−6, 4−6, 6−2, 6−3 |
| Guanyador | 7.   | 1975 | Open d'Austràlia (2)    | Jimmy Connors   | 7−6, 3−6, 6−4, 7−6      |
| Finalista | 3.   | 1976 | Open d'Austràlia        | Mark Edmondson  | 7−6, 3−6, 6−7, 1−6      |

### Dobles masculins: 21 (17−4)
| Resultat  | Núm. | Any  | Campionat                    | Parella          | Oponents                    | Marcador                    |
| --------- | ---- | ---- | ---------------------------- | ---------------- | --------------------------- | --------------------------- |
| Finalista | 1.   | 1963 | Australian Championships     | Ken Fletcher     | Bob Hewitt Fred Stolle      | 2−6, 6−3, 3−6, 6−3, 3−6     |
| Finalista | 2.   | 1964 | Internationaux de France     | Tony Roche       | Roy Emerson Ken Fletcher    | 5−7, 3−6, 6−3, 5−7          |
| Guanyador | 1.   | 1965 | Australian Championships     | Tony Roche       | Roy Emerson Fred Stolle     | 3−6, 4−6, 13−11, 6−3, 6−4   |
| Guanyador | 2.   | 1965 | Wimbledon Championships      | Tony Roche       | Ken Fletcher Bob Hewitt     | 7−5, 6−3, 6−4               |
| Finalista | 3.   | 1966 | Australian Championships (2) | Tony Roche       | Roy Emerson Fred Stolle     | 9−7, 3−6, 8−6, 12−14, 10−12 |
| Guanyador | 3.   | 1966 | Wimbledon Championships (2)  | Ken Fletcher     | Bill Bowrey Owen Davidson   | 6−3, 6−4, 3−6, 6−3          |
| Guanyador | 4.   | 1967 | Australian Championships (2) | Tony Roche       | Bill Bowrey Owen Davidson   | 3−6, 6−3, 7−5, 6−8, 8−6     |
| Guanyador | 5.   | 1967 | Internationaux de France     | Tony Roche       | Roy Emerson Ken Fletcher    | 6−3, 9−7, 12−10             |
| Guanyador | 6.   | 1967 | US Championships             | Tony Roche       | Bill Bowrey Owen Davidson   | 6−8, 9−7, 6−3, 6−3          |
| Guanyador | 7.   | 1968 | Wimbledon (3)                | Tony Roche       | Ken Rosewall Fred Stolle    | 3−6, 8−6, 5−7, 14−12, 6−3   |
| Guanyador | 8.   | 1969 | Roland Garros (2)            | Tony Roche       | Roy Emerson Rod Laver       | 4−6, 6−1, 3−6, 6−4, 6−4     |
| Guanyador | 9.   | 1969 | Wimbledon (4)                | Tony Roche       | Tom Okker Marty Riessen     | 7−5, 11−9, 6−3              |
| Guanyador | 10.  | 1970 | Wimbledon (5)                | Tony Roche       | Ken Rosewall Fred Stolle    | 10−8, 6−3, 6−1              |
| Guanyador | 11.  | 1971 | Open d'Austràlia (3)         | Tony Roche       | Tom Okker Marty Riessen     | 6−2, 7−6                    |
| Guanyador | 12.  | 1971 | US Open (2)                  | Roger Taylor     | Stan Smith Erik Van Dillen  | 6−7, 6−3, 7−6, 4−6, 7−6     |
| Finalista | 4.   | 1972 | US Open                      | Owen Davidson    | Cliff Drysdale Roger Taylor | 4−6, 6−7, 3−6               |
| Guanyador | 13.  | 1973 | Open d'Austràlia (4)         | Malcolm Anderson | John Alexander Phil Dent    | 6−3, 6−4, 7−6               |
| Guanyador | 14.  | 1973 | Roland Garros (3)            | Tom Okker        | Jimmy Connors Ilie Năstase  | 6−1, 3−6, 6−3, 5−7, 6−4     |
| Guanyador | 15.  | 1973 | US Open (3)                  | Owen Davidson    | Rod Laver Ken Rosewall      | 7−5, 2−6, 7−5, 7−5          |
| Guanyador | 16.  | 1974 | Wimbledon (6)                | Tony Roche       | Robert Lutz Stan Smith      | 8−6, 6−4, 6−4               |
| Guanyador | 17.  | 1976 | Open d'Austràlia (5)         | Tony Roche       | Ross Case Geoff Masters     | 7−6, 6−4                    |

### Dobles mixts: 3 (2−1)
| Resultat  | Núm. | Any  | Campionat                | Parella        | Oponents                    | Marcador           |
| --------- | ---- | ---- | ------------------------ | -------------- | --------------------------- | ------------------ |
| Guanyador | 1.   | 1964 | US Championships         | Margaret Smith | Judy Tegart Ed Rubinoff     | 10−6, 4−6, 6−3     |
| Guanyador | 2.   | 1965 | Australian Championships | Margaret Smith | Robyn Ebbern Owen Davidson  | Final no disputada |
| Finalista | 1.   | 1965 | Internationaux de France | Maria Bueno    | Margaret Smith Ken Fletcher | 4−6, 4−6           |

## Palmarès

### Individual: 122 (72−50)
| Títols per superfície |
| --------------------- |
| Dura (18−6)           |
| Gespa (26−18)         |
| Terra batuda (16−13)  |
| Moqueta (7−4)         |
| Fusta (1−1)           |

| Resultat  | Núm. | Data                   | Torneig                                                   | Superfície   | Oponent          | Marcador                 |
| --------- | ---- | ---------------------- | --------------------------------------------------------- | ------------ | ---------------- | ------------------------ |
| Guanyador | 1.   | 11 de març de 1962     | Young, Austràlia                                          | Terra batuda | Jack Pollard     | 6−2, 6−2                 |
| Finalista | 1.   | 19 d'agost de 1962     | Moscou, URSS                                              |              | Frank Froehling  | 6−3, 2−6, 2−6, 6−4, 5−7  |
| Finalista | 2.   | 17 de novembre de 1962 | Adelaida, Austràlia                                       | Gespa        | Roy Emerson      | 4−6, 4−6, 2−6            |
| Finalista | 3.   | 30 de gener de 1963    | Hobart, Austràlia                                         | Gespa        | Martin Mulligan  | 5−7, 3−6                 |
| Guanyador | 2.   | 25 d'agost de 1963     | Sankt Moritz, Suïssa                                      | Terra batuda | Tony Roche       | 7−5, 6−1                 |
| Guanyador | 3.   | 7 d'octubre de 1963    | Canberra, Austràlia                                       | Gespa        | Fred Stolle      | 6−3, 6−4                 |
| Guanyador | 4.   | 20 d'octubre de 1963   | Sydney, Austràlia                                         | Gespa        | Fred Stolle      | 8−6, 6−3                 |
| Guanyador | 5.   | 25 de novembre de 1963 | Adelaida                                                  | Gespa        | Dennis Ralston   | 6−1, 6−3, 15−17, 6−1     |
| Finalista | 4.   | 15 de desembre de 1963 | Perth, Austràlia                                          | Gespa        | Fred Stolle      | 5−7, 5−7, 8−6, 4−6       |
| Finalista | 5.   | 3 de gener de 1964     | Sydney                                                    | Gespa        | Fred Stolle      | 4−6, 8−10                |
| Guanyador | 6.   | 13 de juny de 1964     | Beckenham, Regne Unit                                     | Gespa        | Fred Stolle      | 6−3, 5−7, 12−10          |
| Guanyador | 7.   | 18 d'octubre de 1964   | Sydney (2)                                                | Gespa        | Fred Stolle      | 4−6, 6−4, 6−4            |
| Guanyador | 8.   | 1 de gener de 1965     | Adelaida (2)                                              | Gespa        | Tony Roche       | 6−4, 9−7, 7−5            |
| Guanyador | 9.   | 17 de gener de 1965    | Hobart                                                    | Gespa        | Owen Davidson    | 6−4, 5−7, 6−3, 6−3       |
| Guanyador | 10.  | febrer de 1965         | Wollongong, Austràlia                                     | Terra batuda | Tony Roche       | 7−5, 3−6, 6−3            |
| Guanyador | 11.  | 12 de juny de 1965     | Beckenham (2)                                             | Gespa        | Lew Gerrard      | 6−3, 6−1                 |
| Guanyador | 12.  | 25 de juliol de 1965   | Hilversum, Països Baixos                                  | Terra batuda | Tom Okker        | 6−2, 3−6, 6−1, 6−3       |
| Finalista | 6.   | 29 d'agost de 1965     | Penang, Malàisia                                          |              | Bill Bowrey      | 4−6, 6−1, 1−6            |
| Guanyador | 13.  | 17 d'octubre de 1965   | Sydney (3)                                                | Gespa        | Fred Stolle      | 6−8, 9−7                 |
| Guanyador | 14.  | 24 d'octubre de 1965   | Sydney                                                    | Terra batuda | Fred Stolle      | 4−6, 6−1, 6−1, 6−3       |
| Guanyador | 15.  | 22 de novembre de 1965 | Sydney (4)                                                | Gespa        | Arthur Ashe      | 6−3, 3−6, 6−3, 6−4       |
| Finalista | 7.   | 16 de gener de 1966    | Hobart (2)                                                | Gespa        | Arthur Ashe      | 4−6, 4−6, 10−12          |
| Finalista | 8.   | 5 de març de 1966      | Port-of-Spain, Trinitat i Tobago                          |              | Tony Roche       | 3−6, 6−3, 7−9, 5−7       |
| Finalista | 9.   | 20 de març de 1966     | Caracas, Veneçuela                                        | Terra batuda | Tony Roche       | 6−0, 3−6, 4−6, 6−4, 4−6  |
| Finalista | 10.  | 19 de maig de 1966     | Hèlsinki, Finlàndia                                       |              | Dennis Ralston   | 5−7, 6−4, 4−6            |
| Finalista | 11.  | 22 de maig de 1966     | Saltsjöbaden, Suècia                                      |              | Dennis Ralston   | 7−9, 6−8                 |
| Guanyador | 16.  | 11 de juny de 1966     | Beckenham (3)                                             | Gespa        | Premjit Lall     | 6−4, 15−13               |
| Finalista | 12.  | 9 de juliol de 1966    | Newport, Regne Unit                                       | Gespa        | Bob Hewitt       | 6−3, 3−6, 1−6            |
| Guanyador | 17.  | 24 de juliol de 1966   | Montana, Suïssa                                           | Terra batuda | Juan Gisbert     | 6−1, 6−1, 6−4            |
| Finalista | 13.  | 31 de juliol de 1966   | Baden-Baden, Alemanya Occidental                          | Terra batuda | Ken Fletcher     | 6−3, 3−6, 1−6            |
| Finalista | 14.  | 1 de setembre de 1966  | US Championships, Estats Units                            | Gespa        | Fred Stolle      | 6−4, 10−12, 3−6, 4−6     |
| Finalista | 15.  | 20 de novembre de 1966 | Sydney (2)                                                | Gespa        | Fred Stolle      | 10−12, 0−6, 0−6          |
| Guanyador | 18.  | 17 de desembre de 1966 | Adelaida (3)                                              | Gespa        | Fred Stolle      | 7−5, 6−3, 8−10, 3−6, 6−4 |
| Finalista | 16.  | 8 de gener de 1967     | Sydney (3)                                                | Gespa        | Fred Stolle      | 3−6, 8−10                |
| Guanyador | 19.  | 5 de març de 1967      | Nova York, Estats Units                                   | Fusta        | Arthur Ashe      | 3−6, 6−3, 1−1, retirada  |
| Guanyador | 20.  | 12 de març de 1967     | Barranquilla, Colòmbia                                    | Terra batuda | Mark Cox         | 6−3, 7−5, 6−1            |
| Finalista | 17.  | 2 d'abril de 1967      | Ciutat de Mèxic, Mèxic                                    | Terra batuda | Tony Roche       | 6−4, 6−3, 5−7, 3−6, 6−8  |
| Guanyador | 21.  | 16 d'abril de 1967     | San Antonio, Estats Units                                 | Terra batuda | Tony Roche       | 6−3, 6−2                 |
| Guanyador | 22.  | 23 d'abril de 1967     | Houston, Estats Units                                     | Terra batuda | Tony Roche       | 6−2, 7−5, 6−3            |
| Finalista | 18.  | 7 de maig de 1967      | Portola Valley, Estats Units                              |              | Tony Roche       | 3−6, 2−6, 6−8            |
| Guanyador | 23.  | 25 de juny de 1967     | Londres, Regne Unit                                       | Gespa        | Roger Taylor     | 7−5, 6−3                 |
| Guanyador | 24.  | 7 de juliol de 1967    | Wimbledon, Regne Unit                                     | Gespa        | Wilhelm Bungert  | 6−3, 6−1, 6−1            |
| Guanyador | 25.  | 16 de juliol de 1967   | Newport                                                   | Gespa        | Bill Bowrey      | 7−5, 6−2                 |
| Guanyador | 26.  | 23 de juliol de 1967   | Hoylake, Regne Unit                                       | Gespa        | Roger Taylor     | 7−5, 3−6, 6−3            |
| Guanyador | 27.  | 30 de juliol de 1967   | Deauville, França                                         | Dura         | Pierre Darmon    | 11−9, 7−5, 6−1           |
| Finalista | 19.  | 13 d'agost de 1967     | Knokke-le-Zoute, Bèlgica                                  |              | Tony Roche       | 1−6, 2−6                 |
| Guanyador | 28.  | 21 d'agost de 1967     | Glen Cove, Estats Units                                   | Gespa        | Tony Roche       | 3−6, 6−3, 6−4, 12−10     |
| Guanyador | 29.  | 9 de setembre de 1967  | US Championships                                          | Gespa        | Clark Graebner   | 6−4, 6−4, 8−6            |
| Finalista | 20.  | 21 d'octubre de 1967   | Melbourne, Austràlia                                      | Terra batuda | Tony Roche       | 7−5, 5−7, 2−6, 2−6       |
| Finalista | 21.  | 19 de novembre de 1967 | Brisbane, Austràlia                                       | Gespa        | Roy Emerson      | 7−9, 6−3, 4−6, 4−6, 7−5  |
| Guanyador | 30.  | 16 de desembre de 1967 | Adelaida (4)                                              | Gespa        | Tony Roche       | 6−4, 6−3, 3−6, 11−9      |
| Guanyador | 31.  | 2 d'abril de 1968      | Bakersfield, Estats Units                                 | Dura (i)     | Cliff Drysdale   | 31−22, 31−22             |
| Guanyador | 32.  | 21 d'abril de 1968     | Evansville, Estats Units                                  | Dura (i)     | Nikola Pilić     | 31−17, 31−17             |
| Finalista | 22.  | 5 de maig de 1968      | Minneapolis, Estats Units                                 | Dura (i)     | Dennis Ralston   | 26−31, 31−19, 4−5        |
| Finalista | 23.  | 16 de juny de 1968     | Chestnut Hill, Estats Units                               | Gespa        | Rod Laver        | 4−6, 4−6, 7−9            |
| Finalista | 24.  | 15 de juliol de 1968   | Championnat International de France Professionnel, França | Terra batuda | Rod Laver        | 2−6, 2−6, 3−6            |
| Guanyador | 33.  | 3 d'agost de 1968      | Canes, França                                             | Terra batuda | Marty Riessen    | 7−5, 6−2                 |
| Guanyador | 34.  | 11 d'agost de 1968     | Hamburg, Alemanya Occidental                              | Terra batuda | Cliff Drysdale   | 6−3, 6−2, 6−4            |
| Guanyador | 35.  | octubre de 1968        | Pretòria, Àfrica del Sud                                  | Dura         | Tony Roche       | 11−9, 4−6, 6−3           |
| Guanyador | 36.  | octubre de 1968        | Durban, Àfrica del Sud                                    | Dura         | Tony Roche       | 6−4, 6−2                 |
| Guanyador | 37.  | octubre de 1968        | East London, Àfrica del Sud                               | Dura         | Cliff Drysdale   | 8−5                      |
| Guanyador | 38.  | octubre de 1968        | Kimberley, Àfrica del Sud                                 | Dura         | Tony Roche       | 10−6                     |
| Finalista | 25.  | 21 de novembre de 1968 | Wembley, Regne Unit                                       | Fusta        | Ken Rosewall     | 4−6, 6−4, 5−7, 4−6       |
| Finalista | 26.  | 20 d'abril de 1969     | Montecarlo, Mònaco                                        | Terra batuda | Tom Okker        | 10−8, 1−6, 5−7, 3−6      |
| Guanyador | 39.  | 27 d'abril de 1969     | Roma, Itàlia                                              | Terra batuda | Tony Roche       | 6−3, 4−6, 6−2, 5−7, 6−3  |
| Guanyador | 40.  | 3 de maig de 1969      | Bournemouth, Regne Unit                                   | Terra batuda | Bob Hewitt       | 6−8, 6−3, 5−7, 6−4, 6−4  |
| Finalista | 27.  | 21 de juny de 1969     | Londres                                                   | Gespa        | Fred Stolle      | 2−6, 20−22               |
| Finalista | 28.  | 5 de juliol de 1969    | Wimbledon                                                 | Gespa        | Rod Laver        | 4−6, 7−5, 4−6, 4−6       |
| Finalista | 29.  | 16 de juliol de 1969   | Chestnut Hill (2)                                         | Moqueta      | Rod Laver        | 5−7, 2−6, 6−4, 1−6       |
| Finalista | 30.  | 14 de setembre de 1969 | Atlanta, Estats Units                                     | Terra batuda | Butch Buchholz   | 4−6, 7−5, 4−6, 7−5, 2−6  |
| Guanyador | 41.  | 18 de gener de 1970    | Melbourne                                                 | Gespa        | Tony Roche       | 6−4, 6−4, 4−6, retirada  |
| Finalista | 31.  | 22 de febrer de 1970   | Corpus Christi, Estats Units                              | Dura         | Ken Rosewall     | 2−6, 0−6                 |
| Guanyador | 42.  | 7 de juny de 1970      | Casablanca, Marroc                                        | Terra batuda | Andrés Gimeno    | 6−4, 6−4, 6−4            |
| Finalista | 32.  | 20 de juny de 1970     | Londres (2)                                               | Gespa        | Rod Laver        | 4−6, 3−6                 |
| Guanyador | 43.  | 4 de juliol de 1970    | Wimbledon (2)                                             | Gespa        | Ken Rosewall     | 5−7, 6−3, 6−3, 3−6, 6−1  |
| Finalista | 33.  | 10 de juliol de 1970   | Newport (2)                                               | Gespa        | Ken Rosewall     | 4−6, 4−6                 |
| Guanyador | 44.  | 19 de juliol de 1970   | Hoylake (2)                                               | Gespa        | Owen Davidson    | 4−6, 9−7, 6−4            |
| Finalista | 34.  | 2 d'agost de 1970      | Louisville, Estats Units                                  | Terra batuda | Rod Laver        | 3−6, 3−6                 |
| Finalista | 35.  | 27 de setembre de 1970 | Los Angeles, Estats Units                                 | Dura         | Rod Laver        | 6−4, 4−6, 6−7            |
| Finalista | 36.  | 11 d'octubre de 1970   | Midland, Estats Units                                     | Dura         | Roger Taylor     | 6−2, 6−7, 1−6            |
| Guanyador | 45.  | 14 de febrer de 1971   | Filadèlfia, Estats Units                                  | Moqueta      | Rod Laver        | 7−6, 7−6, 6−4            |
| Guanyador | 46.  | 28 de març de 1971     | Chicago, Estats Units                                     | Moqueta      | Arthur Ashe      | 4−6, 7−6, 6−2, 6−3       |
| Guanyador | 47.  | 2 de maig de 1971      | Dallas, Estats Units                                      | Moqueta      | Arthur Ashe      | 7−6, 6−4                 |
| Finalista | 37.  | 19 de juny de 1971     | Londres (3)                                               | Gespa        | Stan Smith       | 6−8, 3−6                 |
| Guanyador | 48.  | 3 de juliol de 1971    | Wimbledon (3)                                             | Gespa        | Stan Smith       | 6−3, 5−7, 2−6, 6−4, 6−4  |
| Guanyador | 49.  | 11 de juliol de 1971   | Gstaad, Suïssa                                            | Terra batuda | Tom Okker        | 6−2, 5−7, 4−6, 7−5, 6−3  |
| Guanyador | 50.  | 15 d'agost de 1971     | Toronto, Canadà                                           | Terra batuda | Tom Okker        | 7−6, 3−6, 6−2, 7−6       |
| Finalista | 38.  | 29 d'agost de 1971     | Hilton Head, Estats Units                                 | Terra batuda | Rod Laver        | 2−6, 5−7                 |
| Finalista | 39.  | 25 de març de 1972     | Hilton Head (2)                                           | Terra batuda | Ken Rosewall     | 5−7, 3−6                 |
| Guanyador | 51.  | 7 de maig de 1972      | Las Vegas, Estats Units                                   | Dura         | Cliff Drysdale   | 6−3, 6−4                 |
| Guanyador | 52.  | 2 de juliol de 1972    | Saint Louis, Estats Units                                 | Moqueta      | Nikola Pilić     | 6−3, 6−3                 |
| Guanyador | 53.  | 20 d'agost de 1972     | Fort Worth, Estats Units                                  | Dura         | Ken Rosewall     | 5−7, 1−6, 7−5, 6−4, 6−4  |
| Guanyador | 54.  | 1 d'octubre de 1972    | Alamo, Estats Units                                       | Dura         | Cliff Drysdale   | 6−1, 6−1, 7−5            |
| Guanyador | 55.  | 22 d'octubre de 1972   | Vancouver, Canadà                                         |              | Marty Riessen    | 6−7, 7−6, 7−6, 7−5       |
| Guanyador | 56.  | 5 de novembre de 1972  | Göteborg, Suècia                                          | Moqueta      | Roy Emerson      | 6−0, 6−3, 6−1            |
| Guanyador | 57.  | 2 de desembre de 1972  | Johannesburg, Àfrica del Sud                              | Dura         | John Alexander   | 6−1, 7−6                 |
| Guanyador | 58.  | 1 de gener de 1973     | Open d'Austràlia, Austràlia                               | Gespa        | Onny Parun       | 6−3, 6−7, 7−5, 6−1       |
| Finalista | 40.  | 5 d'agost de 1973      | Louisville (2)                                            | Terra batuda | Manuel Orantes   | 6−3, 3−6, 4−6            |
| Guanyador | 59.  | 9 de setembre de 1973  | US Open (2)                                               | Gespa        | Jan Kodeš        | 6−4, 1−6, 4−6, 6−2, 6−3  |
| Guanyador | 60.  | 23 de setembre de 1973 | Columbia, Estats Units                                    |              | Dick Stockton    | 6−4, 6−3                 |
| Finalista | 41.  | 30 de setembre de 1973 | Chicago                                                   | Moqueta      | Tom Okker        | 6−3, 6−7, 3−6            |
| Finalista | 42.  | 14 d'octubre de 1973   | Tòquio, Japó                                              |              | Ken Rosewall     | 1−6, 4−6                 |
| Finalista | 43.  | 28 d'octubre de 1973   | Teheran, Iran                                             | Terra batuda | Raúl Ramírez     | 7−6, 1−6, 5−7, 3−6       |
| Guanyador | 61.  | 4 de novembre de 1973  | Jakarta, Indonèsia                                        |              | Ross Case        | 7−6, 7−6, 6−3            |
| Finalista | 44.  | 11 de novembre de 1973 | Sydney                                                    | Dura (i)     | Rod Laver        | 6−3, 5−7, 3−6, 6−3, 4−6  |
| Guanyador | 62.  | 10 de febrer de 1974   | Saint Petersburg, Estats Units                            | Dura         | Alex Metreveli   | 6−0, 7−6                 |
| Finalista | 45.  | 24 de febrer de 1974   | Hampstead, Estats Units                                   | Dura         | Stan Smith       | 4−6, 6−3, 3−6            |
| Guanyador | 63.  | 3 de març de 1974      | La Costa, Estats Units                                    | Dura         | Stan Smith       | 6−2, 4−6, 6−4            |
| Guanyador | 64.  | 31 de març de 1974     | Tucson, Estats Units                                      | Dura         | Arthur Ashe      | 6−3, 7−6                 |
| Guanyador | 65.  | 7 d'abril de 1974      | Nova Orleans, Estats Units                                | Dura         | Jeff Borowiak    | 6−4, 6−2                 |
| Guanyador | 66.  | 14 d'abril de 1974     | Orlando, Estats Units                                     | Dura         | Jaime Fillol     | 6−2, 3−6, 6−3            |
| Guanyador | 67.  | 12 de maig de 1974     | Dallas (2)                                                | Moqueta      | Björn Borg       | 4−6, 6−3, 6−3, 6−2       |
| Guanyador | 68.  | 6 d'octubre de 1974    | Maui, Estats Units                                        | Dura         | Roscoe Tanner    | 7−6, 7−6                 |
| Guanyador | 69.  | 13 d'octubre de 1974   | Tòquio                                                    |              | Ken Rosewall     | 3−6, 6−2, 6−3            |
| Guanyador | 70.  | 20 d'octubre de 1974   | Sydney (2)                                                | Dura (i)     | Cliff Richey     | 6−4, 6−3, 6−4            |
| Guanyador | 71.  | 30 de novembre de 1974 | Osaka, Japó                                               | Moqueta      | Cliff Drysdale   | 2−6, 6−2, 7−6            |
| Guanyador | 72.  | 1 de gener de 1975     | Open d'Austràlia (2)                                      | Gespa        | Jimmy Connors    | 7−5, 3−6, 6−4, 7−6       |
| Finalista | 46.  | 30 de novembre de 1975 | Tòquio (2)                                                | Moqueta      | Ken Rosewall     | 5−7, 6−4, 1−6            |
| Finalista | 47.  | 4 de gener de 1976     | Open d'Austràlia                                          | Gespa        | Mark Edmondson   | 7−6, 3−6, 6−7, 1−6       |
| Finalista | 48.  | 25 de gener de 1976    | Brisbane (2)                                              | Gespa        | Ken Rosewall     | 6−7, 2−6                 |
| Finalista | 49.  | 5 de febrer de 1978    | Richmond, Estats Units                                    | Moqueta      | Vitas Gerulaitis | 3−6, 4−6                 |
| Finalista | 50.  | 16 d'abril de 1978     | Guadalajara, Mèxic                                        | Terra batuda | Gene Mayer       | 3−6, 4−6                 |

#### Períodes com a número 1
| Núm. | Precedit per | Dates                   | Succeït per   | Setmanes | Acumulat |
| ---- | ------------ | ----------------------- | ------------- | -------- | -------- |
| 1.   | Ilie Năstase | 03/06/1974 − 28/07/1974 | Jimmy Connors | 8        | 8        |

### Dobles masculins: 55 (33−22)
| Títols per superfície |
| --------------------- |
| Dura (11−7)           |
| Gespa (8−1)           |
| Terra batuda (9−7)    |
| Moqueta (5−6)         |

| Resultat  | Núm. | Data | Torneig                              | Superfície   | Parella        | Oponents                        | Marcador                     |
| --------- | ---- | ---- | ------------------------------------ | ------------ | -------------- | ------------------------------- | ---------------------------- |
| Guanyador | 1.   | 1968 | Wimbledon, Regne Unit                | Gespa        | Tony Roche     | Ken Rosewall Fred Stolle        | 3−6, 8−6, 5−7, 14−12, 6−3    |
| Guanyador | 2.   | 1968 | Gstaad, Suïssa                       | Terra batuda | Dennis Ralston | Mal Anderson Tom Okker          | 8−10, 12−10, 12−14, 6−3, 6−3 |
| Finalista | 1.   | 1968 | Hamburg, Alemanya Occidental         | Terra batuda | Tony Roche     | Tom Okker Marty Riessen         | 4−6, 4−6, 5−7                |
| Finalista | 2.   | 1969 | Filadèlfia, Estats Units             | Moqueta (i)  | Tony Roche     | Tom Okker Marty Riessen         | 6−8, 4−6                     |
| Guanyador | 3.   | 1969 | Montecarlo, Mònaco                   | Terra batuda | Owen Davidson  | Pancho Gonzales Dennis Ralston  | 7−5, 11−13, 6−2, 6−1         |
| Guanyador | 4.   | 1969 | Roland Garros, França                | Terra batuda | Tony Roche     | Roy Emerson Rod Laver           | 4−6, 6−1, 3−6, 6−4, 6−4      |
| Guanyador | 5.   | 1969 | Wimbledon (2)                        | Gespa        | Tony Roche     | Tom Okker Marty Riessen         | 7−5, 11−9, 6−3               |
| Guanyador | 6.   | 1969 | Toronto, Canadà                      | Terra batuda | Ron Holmberg   | Butch Buchholz Raymond Moore    | 6−3, 6−4                     |
| Guanyador | 7.   | 1970 | Saint Louis, Estats Units            | Moqueta (i)  | Andrés Gimeno  | Roy Emerson Rod Laver           | 6−4, 6−0                     |
| Guanyador | 8.   | 1970 | Wimbledon (3)                        | Gespa        | Tony Roche     | Ken Rosewall Fred Stolle        | 10−8, 6−3, 6−1               |
| Guanyador | 9.   | 1970 | Louisville, Estats Units             | Dura         | Tony Roche     | Roy Emerson Rod Laver           | 8−6, 5−7, 6−4                |
| Guanyador | 10.  | 1971 | Open d'Austràlia, Austràlia          | Gespa        | Tony Roche     | Tom Okker Marty Riessen         | 6−2, 7−6                     |
| Guanyador | 11.  | 1971 | Miami, Estats Units                  | Dura         | Tony Roche     | Roy Emerson Rod Laver           | 7−6, 7−6                     |
| Finalista | 3.   | 1971 | Chicago, Estats Units                | Moqueta (i)  | Tony Roche     | Tom Okker Marty Riessen         | 6−7, 6−4, 6−7                |
| Guanyador | 12.  | 1971 | Roma, Itàlia                         | Terra batuda | Tony Roche     | Andrés Gimeno Roger Taylor      | 6−4, 6−4                     |
| Guanyador | 13.  | 1971 | Teheran, Iran                        | Terra batuda | Tony Roche     | Bob Carmichael Ray Ruffels      | 6−4, 6−7, 6−1                |
| Finalista | 4.   | 1971 | Gstaad, Suïssa                       | Terra batuda | Tom Okker      | John Alexander Phil Dent        | 7−5, 3−6, 4−6                |
| Guanyador | 14.  | 1971 | US Open, Estats Units                | Gespa        | Roger Taylor   | Stan Smith Erik van Dillen      | 6−7, 6−3, 7−6, 4−6, 7−6      |
| Finalista | 5.   | 1972 | Richmond, Estats Units               | Moqueta (i)  | Tony Roche     | Tom Okker Marty Riessen         | 6−7, 6−7                     |
| Finalista | 6.   | 1972 | Filadèlfia (2)                       | Moqueta (i)  | Tony Roche     | Arthur Ashe Robert Lutz         | 3−6, 7−6, 3−6                |
| Finalista | 7.   | 1972 | Charlotte, Estats Units              | Terra batuda | Tony Roche     | Tom Okker Marty Riessen         | 4−6, 6−4, 6−7                |
| Finalista | 8.   | 1972 | Las Vegas, Estats Units              | Dura         | Tony Roche     | Roy Emerson Rod Laver           | Renúncia                     |
| Guanyador | 15.  | 1972 | Saint Louis (2)                      | Moqueta (i)  | Tony Roche     | John Alexander Phil Dent        | 7−6, 6−2                     |
| Finalista | 9.   | 1972 | Washington DC, Estats Units          | Terra batuda | Tony Roche     | Tom Okker Marty Riessen         | 6−3, 3−6, 2−6                |
| Guanyador | 16.  | 1972 | Boston, Estats Units                 | Dura         | Tony Roche     | Arthur Ashe Robert Lutz         | 6−3, 1−6, 7−6                |
| Finalista | 10.  | 1972 | US Open                              | Gespa        | Owen Davidson  | Cliff Drysdale Roger Taylor     | 4−6, 6−7, 4−6                |
| Guanyador | 17.  | 1972 | Vancouver, Canadà                    | Dura         | Fred Stolle    | Cliff Drysdale Allan Stone      | 7−6, 6−0                     |
| Guanyador | 18.  | 1972 | Rotterdam, Països Baixos             | Moqueta (i)  | Roy Emerson    | Arthur Ashe Robert Lutz         | 6−2, 6−3                     |
| Guanyador | 19.  | 1972 | Johannesburg, Sud-àfrica             | Dura         | Fred Stoll     | Terry Addison Bob Carmichael    | 6−2, 6−4                     |
| Guanyador | 20.  | 1973 | Open d'Austràlia (2)                 | Dura         | Mal Anderson   | John Alexander Phil Dent        | 6−3, 6−4, 7−6                |
| Guanyador | 21.  | 1973 | Roland Garros (2)                    | Terra batuda | Tom Okker      | Jimmy Connors Ilie Năstase      | 6−1, 3−6, 6−3, 5−7, 6−4      |
| Guanyador | 22.  | 1973 | Roma (2)                             | Terra batuda | Tom Okker      | Ross Case Geoff Masters         | 6−2, 6−3, 6−4                |
| Finalista | 11.  | 1973 | Louisville                           | Terra batuda | Clark Graebner | Manuel Orantes Ion Ţiriac       | 6−0, 4−6, 3−6                |
| Finalista | 12.  | 1973 | Mont-real                            | Dura         | Owen Davidson  | Rod Laver Ken Rosewall          | 5−7, 6−7                     |
| Guanyador | 23.  | 1973 | US Open (2)                          | Gespa        | Owen Davidson  | Roy Emerson Rod Laver           | 7−5, 2−6, 7−5, 7−4           |
| Guanyador | 24.  | 1973 | Chicago                              | Moqueta (i)  | Owen Davidson  | Gerald Battrick Graham Stilwell | 6−7, 7−6, 7−6                |
| Finalista | 13.  | 1973 | Fort Worth, Estats Units             | Dura         | Owen Davidson  | Brian Gottfried Dick Stockton   | 6−7, 4−6                     |
| Guanyador | 25.  | 1973 | Teheran (2)                          | Terra batuda | Rod Laver      | Ross Case Geoff Masters         | 7−6, 6−2                     |
| Finalista | 14.  | 1973 | Jakarta, Indonèsia                   |              | Allan Stone    | Mike Estep Ian Fletcher         | 5−7, 4−6                     |
| Guanyador | 26.  | 1973 | Sydney, Austràlia                    | Dura (i)     | Rod Laver      | Mal Anderson Ken Rosewall       | 7−6, 6−2                     |
| Guanyador | 27.  | 1974 | Saint Petersburg, Estats Units       | Dura         | Owen Davidson  | Clark Graebner Charlie Pasarell | 4−6, 6−3, 6−4                |
| Finalista | 15.  | 1974 | Nova Orleans, Estats Units           | Dura         | Owen Davidson  | Robert Lutz Stan Smith          | 6−4, 4−6, 6−7                |
| Guanyador | 28.  | 1974 | Orlando, Estats Units                | Dura         | Owen Davidson  | Brian Gottfried Dick Stockton   | 7−6, 6−3                     |
| Finalista | 16.  | 1974 | Charlotte (2)                        | Terra batuda | Owen Davidson  | Buster Mottram Raúl Ramírez     | 3−6, 6−1, 3−6                |
| Finalista | 17.  | 1974 | World Doubles WCT, Mont-real, Canadà | Moqueta (i)  | Owen Davidson  | Bob Hewitt Frew McMillan        | 2−6, 7−6, 1−6, 2−6           |
| Finalista | 18.  | 1974 | Las Vegas (2)                        | Dura         | Frew McMillan  | Roy Emerson Rod Laver           | 7−6, 4−6, 4−6                |
| Guanyador | 29.  | 1974 | Wimbledon (4)                        | Gespa        | Tony Roche     | Robert Lutz Stan Smith          | 8−6, 6−4, 6−4                |
| Finalista | 19.  | 1974 | Maui, Estats Units                   | Dura         | Owen Davidson  | Dick Stockton Roscoe Tanner     | 3−6, 6−7                     |
| Finalista | 20.  | 1974 | Sydney                               | Dura (i)     | Tony Roche     | Ross Case Geoff Masters         | 4−6, 4−6                     |
| Guanyador | 30.  | 1976 | Open d'Austràlia (3)                 | Gespa        | Tony Roche     | Ross Case Geoff Masters         | 7−6, 6−4                     |
| Guanyador | 31.  | 1976 | Charlotte                            | Moqueta (i)  | Tony Roche     | Vitas Gerulaitis Gene Mayer     | 6−3, 7−5                     |
| Finalista | 21.  | 1976 | Roma                                 | Terra batuda | Geoff Masters  | Brian Gottfried Raúl Ramírez    | 6−7, 7−5, 3−6, 6−3, 3−6      |
| Guanyador | 32.  | 1977 | Sydney (2)                           | Dura (i)     | Tony Roche     | Ross Case Geoff Masters         | 6−7, 6−3, 6−1                |
| Finalista | 22.  | 1978 | Memphis, Estats Units                | Moqueta (i)  | Phil Dent      | Brian Gottfried Raúl Ramírez    | 6−3, 6−7, 2−6                |
| Guanyador | 33.  | 1978 | Sydney (3)                           | Dura (i)     | Tony Roche     | Mark Edmondson John Marks       | 6−4, 6−3                     |

### Dobles mixts: 3 (2−1)
| Títols per superfície |
| --------------------- |
| Dura (0−0)            |
| Gespa (2−0)           |
| Terra batuda (0−1)    |

| Resultat  | Núm. | Data | Torneig                             | Superfície   | Parella        | Oponents                    | Marcador           |
| --------- | ---- | ---- | ----------------------------------- | ------------ | -------------- | --------------------------- | ------------------ |
| Guanyador | 1.   | 1964 | US Championships, Estats Units      | Gespa        | Margaret Smith | Judy Tegart Ed Rubinoff     | 10−6, 4−6, 6−3     |
| Guanyador | 2.   | 1965 | Australian Championships, Austràlia | Gespa        | Margaret Smith | Robyn Ebbern Owen Davidson  | Final no disputada |
| Finalista | 1.   | 1965 | Internationaux de France, França    | Terra batuda | Maria Bueno    | Margaret Smith Ken Fletcher | 4−6, 4−6           |

### Equips: 6 (5−1)
| Resultat  | Núm. | Data                                   | Torneig                              | Superfície   | Equip                                | Oponents                                                            | Marcador |
| --------- | ---- | -------------------------------------- | ------------------------------------ | ------------ | ------------------------------------ | ------------------------------------------------------------------- | -------- |
| Finalista | 1.   | 26 − 28 de desembre de 1963            | Copa Davis, Adelaida, Austràlia      | Gespa        | Roy Emerson Neale Fraser Fred Stolle | Frank Froehling Chuck McKinley Dennis Ralston Marty Riessen         | 2−3      |
| Guanyador | 1.   | 25 − 28 de setembre de 1964            | Copa Davis, Cleveland, Estats Units  | Terra batuda | Roy Emerson Tony Roche Fred Stolle   | Arthur Ashe Chuck McKinley Dennis Ralston Marty Riessen             | 3−2      |
| Guanyador | 2.   | 27 − 29 de setembre de 1965            | Copa Davis, Sydney, Austràlia (2)    | Gespa        | Roy Emerson Tony Roche Fred Stolle   | José Luís Arilla Juan Manuel Couder Juan Gisbert Manuel Santana     | 4−1      |
| Guanyador | 3.   | 26 − 28 de setembre de 1966            | Copa Davis, Melbourne (3)            | Gespa        | Roy Emerson Tony Roche Fred Stolle   | Ramanathan Krishnan Premjit Lall Shiv-Prakash Misra Jaidip Mukerjea | 4−1      |
| Guanyador | 4.   | 26 − 28 de setembre de 1967            | Copa Davis, Brisbane, Austràlia (4)  | Gespa        | Bill Bowrey Roy Emerson Tony Roche   | José Luís Arilla Juan Gisbert Manuel Orantes Manuel Santana         | 4−1      |
| Guanyador | 5.   | 30 de novembre − 2 de desembre de 1973 | Copa Davis, Cleveland, Austràlia (5) | Moqueta (i)  | Mal Anderson Rod Laver Ken Rosewall  | Tom Gorman Marty Riessen Stan Smith Erik Van Dillen                 | 5−0      |

## Trajectòria

### Individual
| Open d'Austràlia | 1R | A  | QF | QF | QF | SF | SF | SF | A  | QF | QF | 3R | QF | G  | QF | G | F  | A | QF | A  | 2 / 16 | 46 – 14 |
| Roland Garros | A  | 3R | 3R | 2R | 2R | QF | 3R | 4R | A  | QF | A  | A  | A  | 1R | A  | A | 1R | A | A  | A  | 0 / 7  | 16 – 10 |
| Wimbledon | A  | 1R | 2R | 1R | 1R | 4R | 3R | G  | 4R | F  | G  | G  | A  | A  | QF | A | 3R | A | A  | 4R | 3 / 14 | 45 – 11 |
| US Open | A  | A  | A  | 4R | 3R | A  | F  | G  | QF | SF | SF | 1R | 3R | G  | SF | A | A  | A | A  | A  | 2 / 11 | 45 – 9  |
| Llegenda: G: Guanyador; F: Finalista; SF: Semifinalista; QF: Quarts de final; Q: Qualificació; A: Absent; RR: Round Robin; |    |    |    |    |    |    |    |    |    |    |    |    |    |    |    |   |    |   |    |    |        |         |

### Dobles masculins
| Open d'Austràlia | A  | SF | QF | G  | SF | G | SF | SF | G  | A  | QF | A  | A  | A  | A  | A  | A  | 3 / 9  |
| Roland Garros | A  | G  | A  | A  | A  | G | A  | A  | A  | A  | A  | A  | A  | A  | A  | A  | A  | 2 / 2  |
| Wimbledon | G  | G  | G  | 1R | A  | A | G  | A  | 1R | 1R | 1R | 3R | 3R | 1R | 1R | 1R | 1R | 4 / 13 |
| US Open | QF | QF | 2R | G  | F  | G | SF | A  | A  | 1R | 1R | 2R | 2R | 2R | SF | 2R | 1R | 2 / 14 |
| Llegenda: G: Guanyador; F: Finalista; SF: Semifinalista; QF: Quarts de final; Q: Qualificació; A: Absent; RR: Round Robin; |    |    |    |    |    |   |    |    |    |    |    |    |    |    |    |    |    |        |